# Marco Benassi (Fußballspieler)
Marco Benassi (* 8. September 1994 in Modena) ist ein italienischer Fußballspieler, der zuletzt bis September 2023 bei der AC Florenz unter Vertrag gestanden hatte.

## Karriere

### Im Verein
Marco Benassi begann seine Karriere in seiner Heimatstadt beim FC Modena, bevor er im Januar 2011 zu Inter Mailand wechselte. Modena behielt aber einen Teil der Transferrechte an dem jungen Spieler. Bei Inter wurde Benassi zunächst in Nachwuchsmannschaften eingesetzt und gewann 2012 sowohl die NextGen Series als auch die Campionato Primavera.
Mit der A-Mannschaft von Inter nahm Benassi an der Vorbereitung zur Saison 2012/13 teil. Im Oktober 2012 verlängerte er seinen Vertrag bei den Mailändern bis zum Jahr 2017. Am 22. November 2012 gab Benassi in einem Europa-League-Spiel gegen Rubin Kasan sein Debüt in der ersten Mannschaft von Inter. Gegen Pescara Calcio lief er am 12. Januar 2013 zum ersten Mal in der Serie A auf,  am 15. Januar 2013 gab er gegen den FC Bologna sein Debüt in der Coppa Italia. Bereits sechs Tage später erwarb Inter von Modena die kompletten Transferrechte an Benassi. Im Juli 2013 verlängerte Benassi seinen Vertrag bei den Mailänder bis zum 30. Juni 2017. Gleichzeitig wurde der Mittelfeldspieler an den AS Livorno verliehen, um Spielpraxis zu sammeln.
Zur Saison 2014/15 wechselte Benassi dann zum FC Turin, der einen Teil seiner Transferrechte von Inter erwarb. Dort spielte er drei Jahre, ehe ihn im Sommer 2017 der AC Florenz verpflichtete. Von dort wurde er zwischenzeitlich an Hellas Verona, den FC Empoli und an die US Cremonese verliehen.
Im September 2023 lösten die AC Florenz und Benassi den laufenden Vertrag einvernehmlich auf.

### In der Nationalmannschaft
Benassi lief für die U-18, die U-19 und die U-21 Italiens auf. Von 2015 bis 2017 war er Kapitän der U-21 und führte diese bei der Europameisterschaft 2017 ins Halbfinale, wo man Spanien unterlag.
Benassi wurde im Frühjahr 2014 und im Frühjahr 2016 zu Lehrgängen der A-Nationalmannschaft eingeladen und gehörte zusammen mit Daniele Rugani und Davide Zappacosta zu den Reservespielern der Europameisterschaft 2016, ohne jedoch nachnominiert zu werden. Im Oktober 2016 wurde Benassi von Gian Piero Ventura für den Verletzten Riccardo Montolivo nachnominiert, blieb jedoch ohne Einsatz.
Im September 2018 wurde Benassi von Roberto Mancini in den Kader für die Nations-League-Partien gegen Polen und Portugal berufen, wurde aber erneut nicht eingesetzt. Seither wurde er nicht mehr berücksichtigt.